# Koumariónas
Koumariónas (Koumarionas) är en ort i Grekland.   Den ligger i prefekturen Nomós Sámou och regionen Nordegeiska öarna, i den östra delen av landet, 290 km öster om huvudstaden Aten. Koumariónas ligger 1 meter över havet och antalet invånare är 112. Den ligger på ön Samos.
Terrängen runt Koumariónas är huvudsakligen kuperad, men åt nordväst är den platt. Havet är nära Koumariónas åt nordväst. Runt Koumariónas är det ganska tätbefolkat, med 124 invånare per kvadratkilometer. Närmaste större samhälle är Vathy, 1,1 km nordost om Koumariónas. 